# Makadji Boukar
Makadji Boukar (Yaoundé, 1984. január 19. –) kameruni válogatott labdarúgó.

## Sikerei, díja
Coton Sport FC de Garoua
- CAF-bajnokok ligája döntős: 2008

## Mérkőzései a kameruni válogatottban
| #  | Dátum           | Ellenfél | Eredmény | Kiírás              | Esemény |
| -- | --------------- | -------- | -------- | ------------------- | ------- |
| 1. | 2010. május 25. | Grúzia   | 0 – 0    | barátságos mérkőzés |         |